# Матяш, Валерий Анатольевич
Валерий Анатольевич Матяш (укр. Валерій Анатолійович Матяш; род. 3 октября 1976) — украинский и российский футболист.

## Биография
Начинал играть в футбол в командах из Макеевки: «Холодной Балке», «Кировце» и «Шахтёре». В 1996 году переехал в Россию, где некоторое время выступал за «Самотлор-XXI». В 1997 году подписал контракт с клубом украинской высшей лиги «Торпедо» (Запорожье), за который провёл 4 матча.
В 1999 году вернулся в Россию. Провёл один сезон в подмосковных «Химках». Позднее играл в любительском клубе «Шатура». В 2002—2003 годах выступал в Финляндии за команды низших лиг ЯБК и ГБК.
В 2004 году сыграл 11 матчей в костромском «Спартаке». Завершил свою карьеру в тобольском «Тоболе».
С 2014 года — детский тренер в центре подготовки резерва ФК «Тюмень». Тренирует команду мальчиков 2009 года рождения.
С июля 2017 года — главный тренер ФК «Лидер» Тюмень.